# Ribera, New Mexico
Ribera är en ort i San Miguel County i delstaten New Mexico, USA.